# Stazione meteorologica di Novi Ligure
La stazione meteorologica di Novi Ligure è la stazione meteorologica di riferimento relativa alla località di Novi Ligure.

## Coordinate geografiche
La stazione meteorologica, di tipo automatico DCP, si trova nell'Italia nord-occidentale, in Piemonte, in provincia di Alessandria, nel comune di Novi Ligure, a 200 metri s.l.m. e alle coordinate geografiche 44°46′51.17″N 8°47′18.26″E.

## Dati climatologici
In base alla media trentennale di riferimento 1961-1990, la temperatura media del mese più freddo, gennaio, si attesta a +1,7 °C; quella del mese più caldo, luglio, è di +23,8 °C.
| Novi Ligure        | Mesi | Mesi | Mesi | Mesi | Mesi | Mesi | Mesi | Mesi | Mesi | Mesi | Mesi | Mesi | Stagioni | Stagioni | Stagioni | Stagioni | Anno |
| Novi Ligure        | Gen  | Feb  | Mar  | Apr  | Mag  | Giu  | Lug  | Ago  | Set  | Ott  | Nov  | Dic  | Inv      | Pri      | Est      | Aut      | Anno |
| ------------------ | ---- | ---- | ---- | ---- | ---- | ---- | ---- | ---- | ---- | ---- | ---- | ---- | -------- | -------- | -------- | -------- | ---- |
| T. max. media (°C) | 4,5  | 7,1  | 12,2 | 17,0 | 22,3 | 26,1 | 29,1 | 27,9 | 23,5 | 16,2 | 10,2 | 6,3  | 6,0      | 17,2     | 27,7     | 16,6     | 16,9 |
| T. min. media (°C) | −1,1 | 0,1  | 4,2  | 8,3  | 12,3 | 16,2 | 18,4 | 17,9 | 14,7 | 9,2  | 5,0  | 1,0  | 0,0      | 8,3      | 17,5     | 9,6      | 8,9  |